# 9540 Міхалков
9540 Міхалков (9540 Mikhalkov) — астероїд головного поясу, відкритий 21 жовтня 1982 року.
Тіссеранів параметр щодо Юпітера — 3,204.